# Parasinga
Parasinga is een geslacht van vlinders van de familie tandvlinders (Notodontidae).

## Soorten
- P. bicolor Kiriakoff, 1977
- P. cinerascens Kiriakoff, 1974
- P. lichenina Butler, 1889
- P. pallidocollis Kiriakoff, 1967
- P. subapicalis Kiriakoff, 1974
- P. tuhana Holloway, 1976
- P. viridescens Schintlmeister, 1993